# 岡部長定
岡部 長定（おかべ ながさだ、生年不詳 - 永禄3年5月19日（1560年6月12日））は、戦国時代の武将。通称甲斐守。

## 略歴
永禄年間の人で今川義元の家臣。永禄3年（1560年）5月19日、桶狭間の戦いにおいて本隊の左備侍大将を務めた。同日、織田隊の攻撃を受け討死した。同日桶狭間で死去した岡部十兵衛の親族と思われる 。